# Кустова (Иркутская область)
Кустова — деревня в Зиминском районе Иркутской области России. Входит в состав Услонского муниципального образования.

## География
Находится примерно в 8 км к юго-западу от районного центра.

## История
В Кустова был колхоз «Коммунар». В деревне располагался мехток (механизированный ток; комплекс машин и механизмов для обмолота зерна), были хранилища и техника. В деревне сушили зерно, делали витаминную травяную муку, перебирали картофель и так далее. После закрытия колхоза мехток был весь разграблен и растащен. Деревня сохранилась, но многие дома приобретены горожанами под дачи. В Кустово нет магазина, медпункта и клуба, поэтому жители пользуются услугами социальной сферы села Самара, расположенного на расстоянии чуть меньше километра.

## Население
| 2002 | 2010 | 2011 | 2012 |
| ---- | ---- | ---- | ---- |
| 63   | ↗64  | →64  | ↗72  |

По данным Всероссийской переписи, в 2010 году в деревне проживали 64 человека (38 мужчин и 26 женщин).